# Konkola Blades Football Club
El Konkola Blades Football Club és un club de futbol de la ciutat de Chililabombwe, Zàmbia. Juga a l'estadi Konkola.
Va ser fundat el 1956 amb el nom Bancroft North End.

## Palmarès
- Copa zambiana de futbol:[3]

1983, 1998
- Zambian Division One North:[4]

2005